# Iris Tower
De Iris Tower (ook wel bekend onder de oude naam Silver Tower) is een wolkenkrabber in het Belgische Sint-Joost-ten-Node, vlak bij het Noordstation en de Kruidtuinsite. De bouw werd eind 2018 gestart en het gebouw is sinds november 2020 in gebruik door de Gewestelijke Overheidsdienst Brussel.

## Geschiedenis
Bouwpromotor AG Real Estate kreeg in 2010 een bouwvergunning voor een kantoortoren aan het Sint-Lazarusplein in Sint-Joost-ten-Node met een hoogte van 137 meter.
In november 2012 besliste AG Real Estate echter om de geplande Silver Toren voorlopig niet te bouwen vanwege de leegstand van andere kantoorgebouwen en wolkenkrabbers in de Noordruimte. Daardoor ging ook de geplande heraanleg van het Sint-Lazarusplein niet door aangezien deze heraanleg gedeeltelijk gefinancierd zou worden door de stedenbouwkundige lasten die de gemeente Sint-Joost-ten-Node zou ontvangen voor de bouw van de toren. In juli 2013 maakte AG Real Estate bekend dat jaar nog door te gaan met het Silver Tower-project. Als mogelijke huurder of koper werd de Vlaamse overheid getipt. De bouw van de toren zou in 2016 voltooid worden, maar eerst moest in een leegstaand gebouw op de site asbest worden weggehaald. Na de afbraak van dit gebouw viel het project stil wegens een gebrek aan klanten. De Vlaamse overheid, een potentiële huurder of koper, koos voor het Herman Teirlinckgebouw op het Thurn en Taxis-terrein
In september 2018 maakte de Brusselse regering bekend dat de Silver Tower, die op de funderingen na nog volledig gebouwd moest worden, onderdak zou bieden aan de Gewestelijke Overheidsdienst Brussel en de dienst Fiscaliteit. Het Brussels Gewest kondigde aan om minstens 18 jaar in de Silver Tower te verblijven en jaarlijks 146,50 euro per m² te betalen. Naast de Silver Tower kocht projectontwikkelaar Ghelamco ook 64,5% van de aandelen van het Communicatiecentrum Noord (CCN) waarin onder meer het spoorwegstation Brussel-Noord gevestigd is over van het Brussels Gewest. Snel na de bekendmaking van de keuze van de Brusselse regering voor Ghelamco en de Silver Tower dienden twee concurrenten van het project, Befimmo en Fedimmo, beroep in bij de Raad van State. Eind oktober gaf de Raad van State hen gelijk aangezien het Brussels Gewest niet de juiste procedure zou gevolgd hebben. De huurovereenkomst werd bijgevolg geschorst. Bovendien rezen er vragen rond de toewijzing van het project aan Ghelamco, dat eerder betrokken was bij het dossier rond het niet gebouwde Eurostadion.
Het Brussels Gewest startte een nieuwe procedure, maar de bouwbedrijven die zich in de eerste fase kandidaat stelden haakten bij deze procedure af. Hierdoor werd Ghelamco opnieuw aangewezen om het Silver Tower-project te ontwikkelen.
In september 2014 diende de gemeente Sint-Joost-ten-Node een stedenbouwkundige vergunning aan voor de heraanleg van het Sint-Lazarusplein. Het plein zou in 2018 heraangelegd worden, maar de werken startten uiteindelijk pas in oktober 2019.
De Silver Tower werd een kantoortoren met een bovengrondse oppervlakte van 45.000 m², zeven ondergrondse niveaus, een benedenverdieping met twee mezzanines en tweeëndertig verdere bovengrondse verdiepingen. Het gebouw heeft de vorm van een ellips van 28 m breed en 69 m lang. De hoogte bedraagt 137 m. Het is een project van Ghelamco Group.
De toren biedt vanaf het najaar 2020 plaats aan de 2.000 ambtenaren van het Brussels Hoofdstedelijk Gewest. De naam van de toren werd in november 2020 veranderd naar Iris Tower. De iris is namelijk het embleem van het gewest.

## Galerij

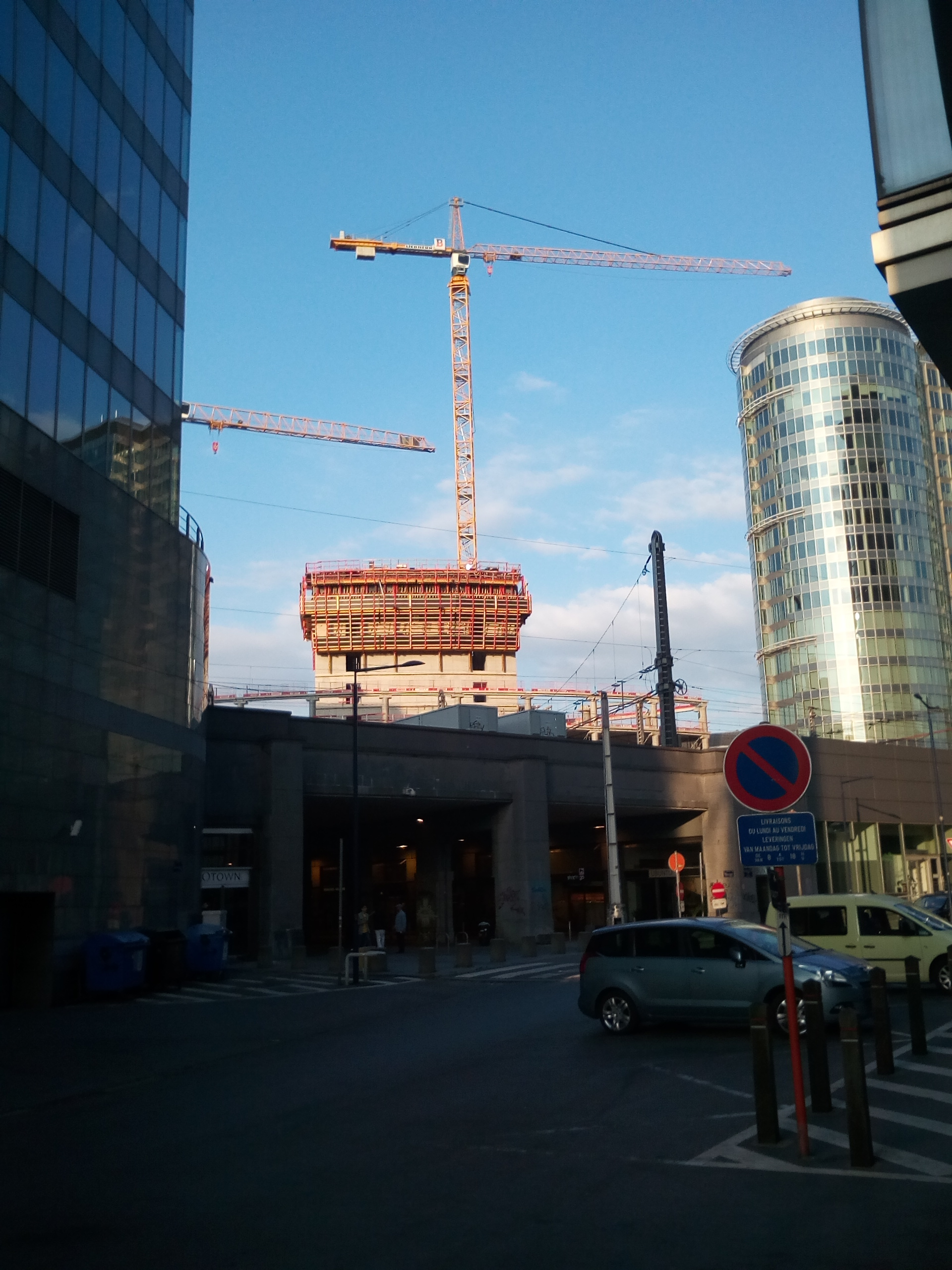
Iris Tower in aanbouw (juli 2019)
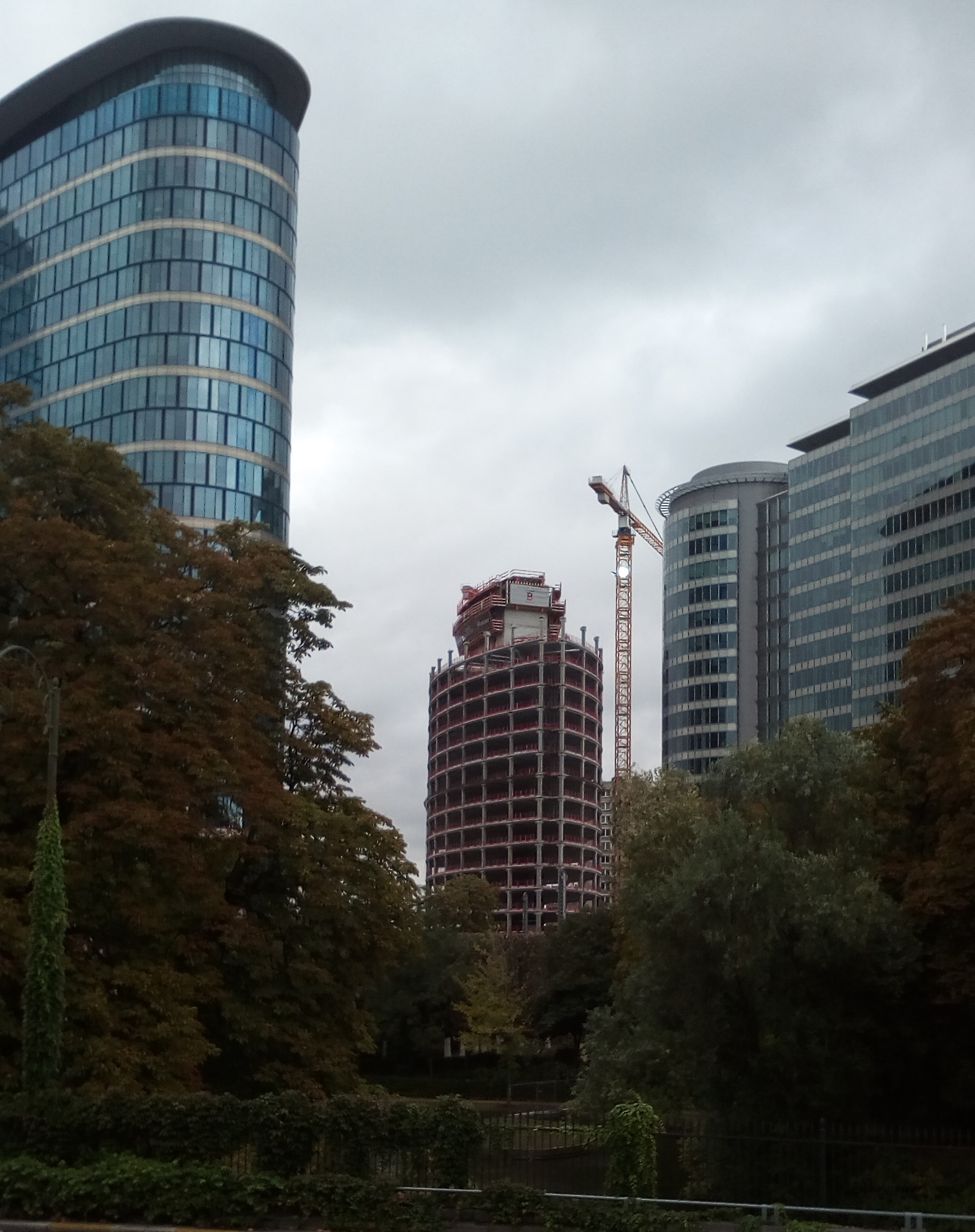
Iris Tower in aanbouw (september 2019)
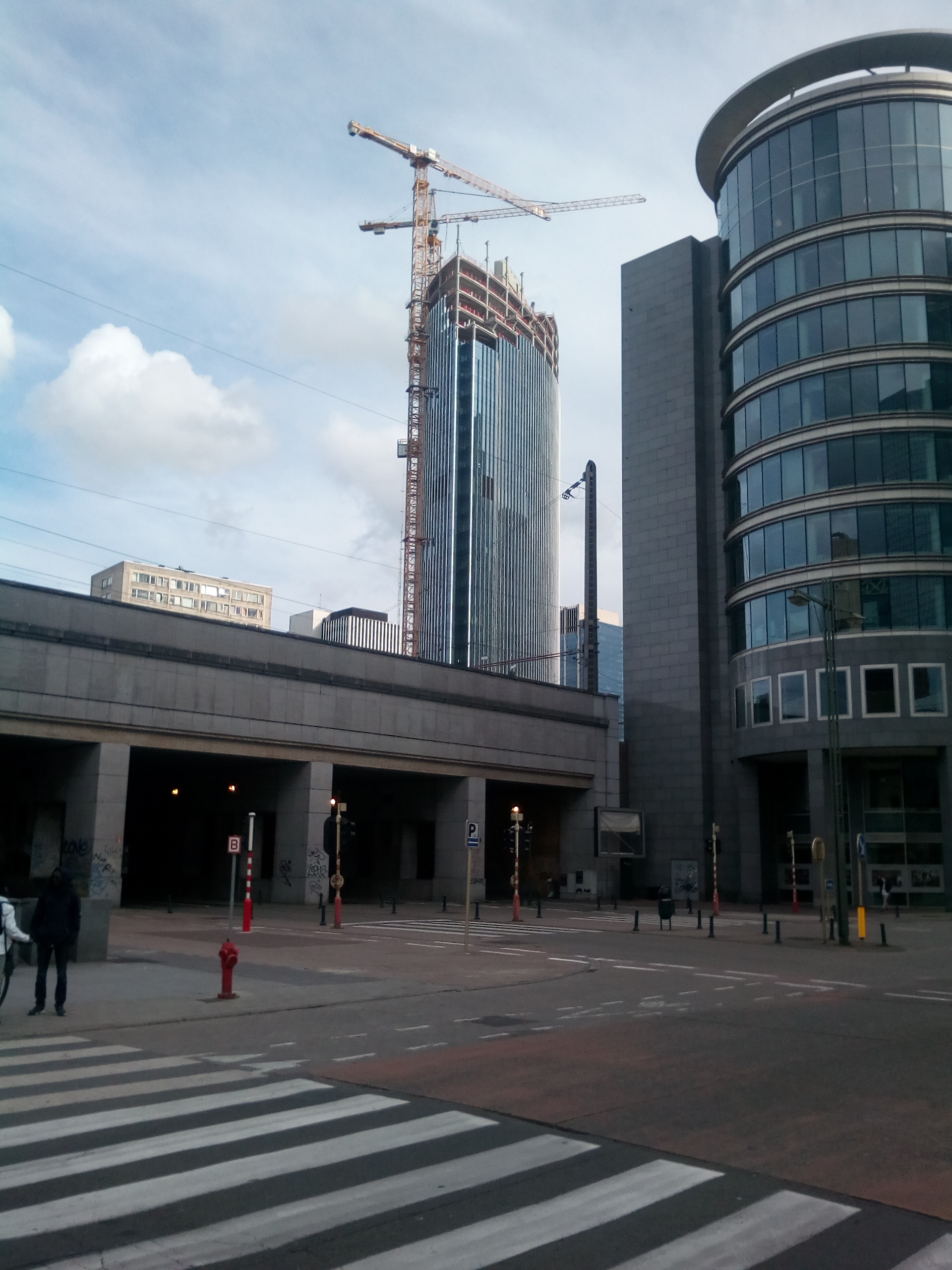
Iris Tower in aanbouw (april 2020)
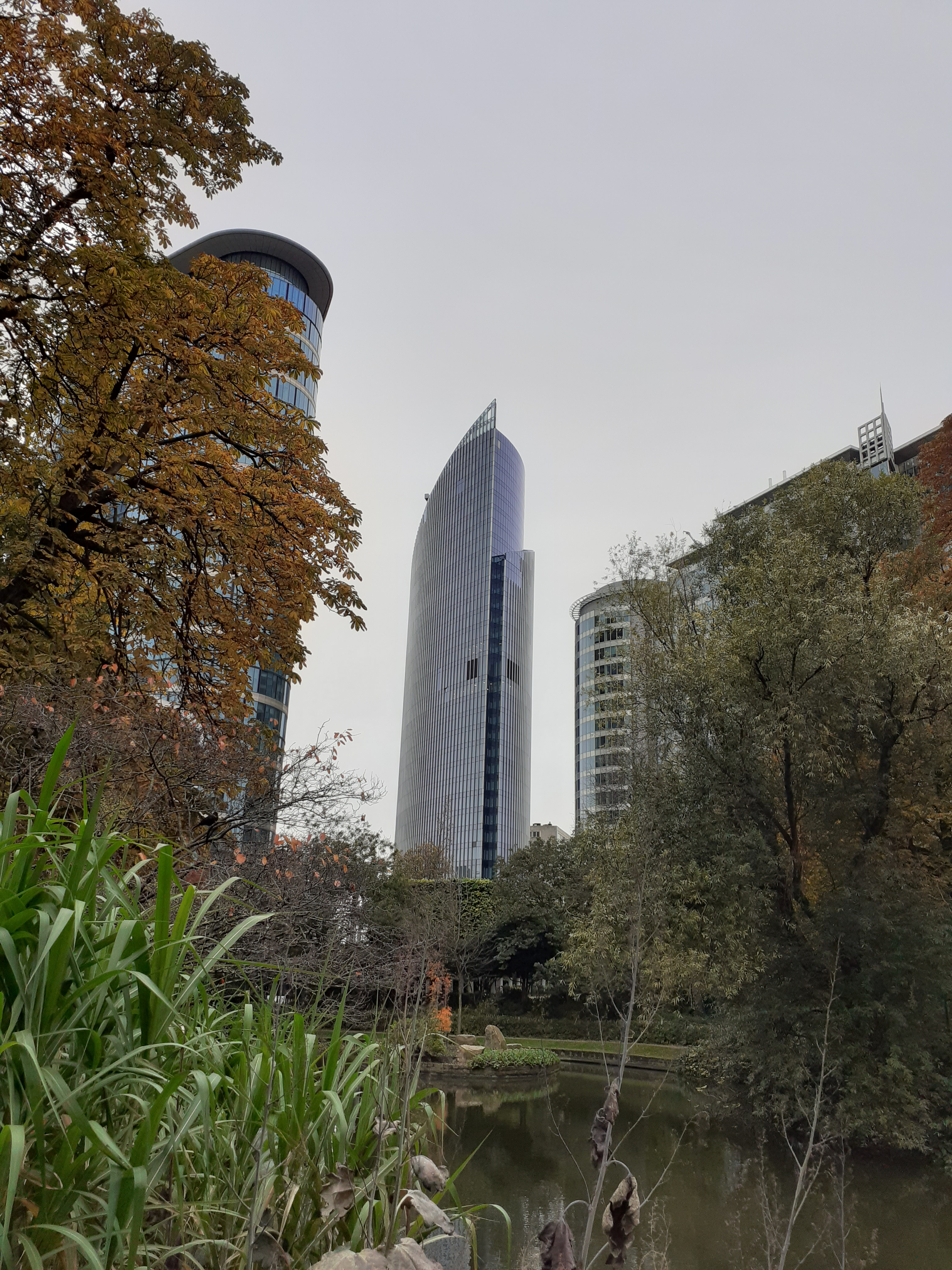
Iris Tower in Brussel gezien vanaf de Kruidtuin
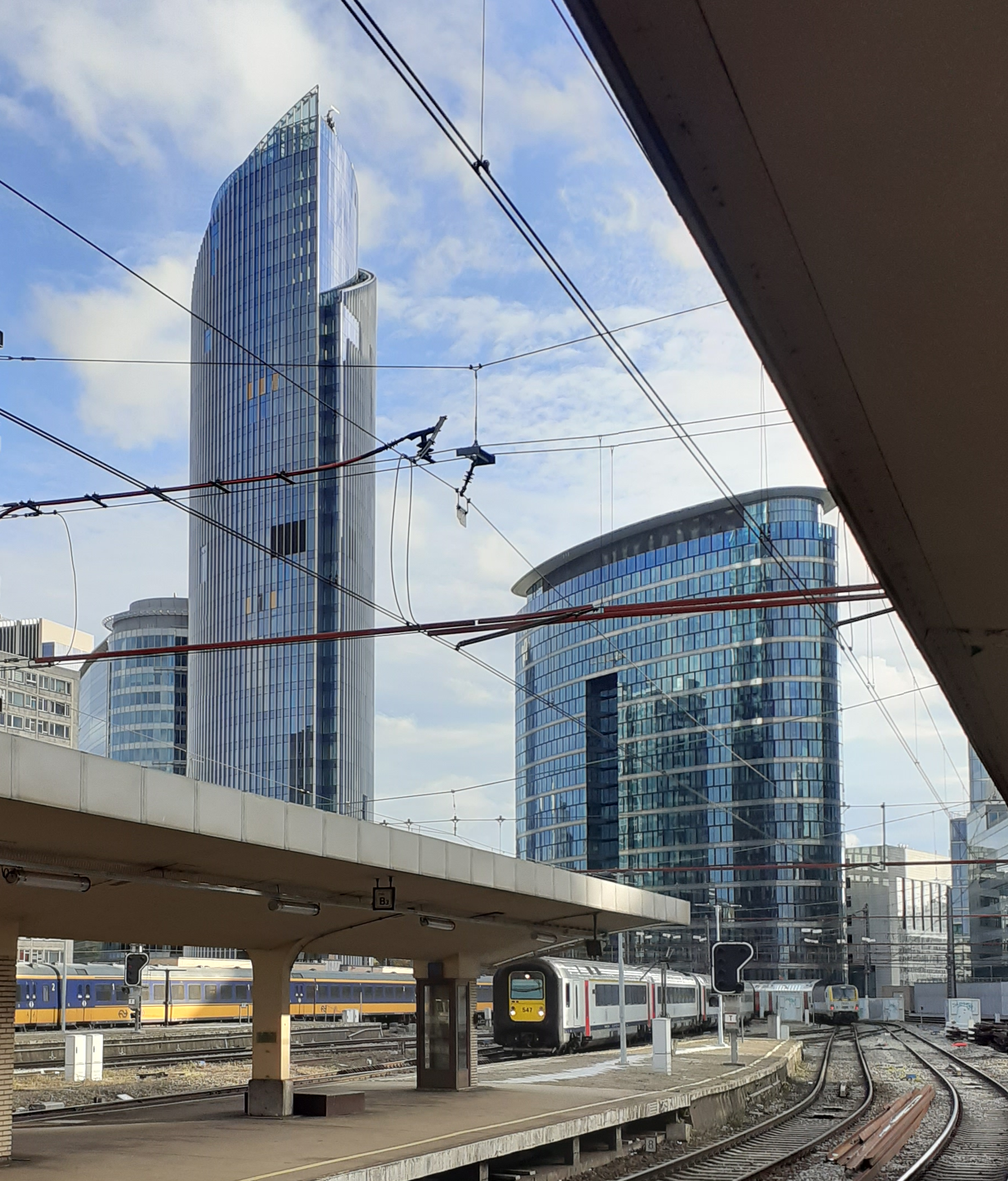
Iris Tower gezien vanaf het Noordstation